# Liste der Naturdenkmale in Dambach (bei Birkenfeld)
Die Liste der Naturdenkmale in Dambach nennt die im Gemeindegebiet von Dambach ausgewiesenen Naturdenkmale (Stand 15. Juli 2013).

## Naturdenkmale
| Nr.         | Bezeichnung | Lage                                                     | Beschreibung                  | Bild                                    |
| ----------- | ----------- | -------------------------------------------------------- | ----------------------------- | --------------------------------------- |
| ND-7134-390 | Eiche       | südlich des Ortes an der L 165; Flur Ober der Brück Lage | Quercus sp.; vor 1600 gekeimt | Direkt Bild zu diesem Denkmal hochladen |